# Виндсор Плејс (Мисури)
Виндсор Плејс (енгл. Windsor Place) град је у америчкој савезној држави Мисури.

## Демографија
По попису из 2010. године број становника је 309.
| Група             | 2000.    | 2010.       |
| Белци             | 0 (0,0%) | 285 (92,2%) |
| Афроамериканци    | 0 (0,0%) | 4 (1,3%)    |
| Азијати           | 0 (0,0%) | 7 (2,3%)    |
| Хиспаноамериканци | 0 (0,0%) | 6 (1,9%)    |
| Укупно            | 0        | 309         |